# Абалиха
Абалиха — ныне не существующее село в Базарно-Карабулакском районе Саратовской области. Ныне урочище на территории современного Липовского сельского поселения.

## География
Расположен в северной части Правобережья, на Приволжской возвышенности, в западной части района вблизи административной границы с Пензенской областью и с Новобурасским районом Саратовской области, у лесного массива Моховое болото, в правобережье реки Долгобазан, в 103 километрах от Саратова и в 32 километрах от Базарного Карабулака.

## История
Абалиха была основана при родниках в первой половине XIX века.
Покинута к 1970-м годам.

## Инфраструктура
Сохранились кладбище, руины кирпичных построек, развалины двухэтажного особняка Ковалёва и расположенные напротив него развалины земской школы

## Транспорт
Абалиха с момента основания стояла между Московским почтовым трактом и просёлочной дорогой из Саратова в Кузнецк.